# Kayak.com
Kayak.com – usługa internetowa umożliwiająca wyszukiwanie i porównywanie informacji związanych z turystyką, m.in. szczegółów na temat lotów, zakwaterowania, wynajmu samochodów oraz pakietów wakacyjnych.
Przedsiębiorstwo KAYAK Software Corporation powstało w 2004 roku, a serwis internetowy Kayak.com został uruchomiony w 2005 roku.
W maju 2018 r. portal Kayak.com znajdował się na 853. miejscu w globalnym rankingu Alexa.